# Clan Ogasawara
Il clan Ogasawara (小笠原氏?, Ogasawara-shi) fu un clan giapponese di daimyō del Giappone feudale che discendeva da Takeda Yoshikiyo e quindi, attraverso esso, dallo Seiwa Genji.

## Storia
La famiglia Ogasawara della provincia di Shinano discendeva dello Seiwa Genji e furono fondati da Ogasawara Nagakiyo, un nipote di Takeda Yoshikiyo che servì Minamoto no Yoritomo durante la Guerra Gempei (1180-85). Gli Ogasawara in seguito servirono Ashikaga Takauji il quale gli assegnò dei territori nella provincia di Shinano. All'inizio del periodo Sengoku gli Ogasawara, signori del castello di Fukashi, si divisero, con un figlio che andò a servire il clan Imagawa mentre un altro rimase nello Shinano. I Fukashi-Ogasawara furono successivamente sconfitti da Takeda Shingen in diverse occasioni, fuggendo verso le terre del clan Uesugi. L'altro ramo alla fine divenne (in gran parte) leale sostenitore di Tokugawa Ieyasu e nel 1632 divennero signori dello han di Kokura nelle provincia di Buzen nell'isola di Kyūshū.
Secondo alcuni studiosi i clan Miyoshi e Mizukami discendono dagli Ogasawara.

## Membri importanti del clan[1]
- Ogasawara Nagakiyo (小笠原 長清?; 1162 - 1242) pronipote di Takeda Yoshikiyo e servitore del clan Minamoto, fu il primo a prendere il nome Ogasawara e a fondare il clan durante il periodo Heian. I suoi discendenti divennero gradualmente padroni di gran parte della provincia di Shinano.

- Ogasawara Sadamune (小笠原 貞宗?; 1294 - 1350) governatore della provincia di Shinano, allo stesso tempo aveva l'amministrazione delle province di Hida e Tōtōmi. All'inizio lottò per Hōjō Takatoki ma dopo la caduta di Kamakura si unì all'esercito imperiale. Raccolse truppe da Shinano e Hida e sostenne Nitta Yoshisada, ma in seguito si schierò con gli Ashikaga. Fu inviato da Ashikaga Takauji per assediare il castello di Kanagasaki (Echizen) dove Yoshisada si era trincerato ma non fu in grado di conquistarlo (1336); allora, cercò di fermare Kitabatake Akiie in marcia verso Kyoto, ma fu nuovamente sconfitto a Mino.

- Ogasawara Nagahide (小笠原 長秀?; 1366 - 1424) Nipote di Sadamune e figlio di Nagamoto, fu un famoso maestro nell'arte del tiro con l'arco e del cavalcare. Mentre era insegnante dello shōgun Ashikaga Yoshimitsu gli fu chiesto di comporre con Ise Mitsutada e Imagawa Ujiyori un codice cerimoniale per i samurai. Queste regole di etichetta furono chiamate Ogasawara-ryu. Fu nominato shugo di Shinano nel 1399 a 33 anni. Tuttavia fu affrontato nella battaglia di Ōtō da una forza combinata di ji-samurai ribelli residenti guidati dalla famiglia Murakami. La battaglia fu combattuta per la prima volta a Shinomiyakawara nell'odierna città di Nagano, e dopo la sconfitta Nagahide fuggì con i resti della sua forze di meno di 800 cavalieri nel castello di Shiozaki. Nagahide presto perse il castello di Shiozaki e fuggì al castello di Ōtō, dove subì l'ultima sconfitta schiacciante il 17 ottobre 1400. Ōi Mitsunori del clan Ōi negoziò la liberazione di Nagahide dal castello di Ōtō, e quest'ultimo abbattuto tornò a Kyoto. Fu congedato come governatore shugo della provincia di Shinano, e il controllo della provincia di Shinano tornò ai signori della guerra locali. Nagahide morì nel 1424 a Kyoto all'età di 59 anni. Dopo la sua morte, il fratello minore di Nagahide, Ogasawara Masayasu (1376 - 1442) fu nominato shugo di Shinano nel 1432 e restaurò il potere militare del clan Ogasawara nella regione.

- Ogasawara Nagatoki (小笠原 長時?; 1519- 1583) discendente di Sadamune fu signore di Fukashi e perennemente in guerra con il clan Takeda.

- Ogasawara Sadayoshi (小笠原 貞慶?; 1546- 1595) figlio di Nagatoki, fu servitore di Tokugawa Ieyasu e riuscì a riconquistare le terre del padre con l'aiuto dei Tokugawa. Organizzò il matrimonio di suo figlio Hidemasa con una pronipote di Ieyasu.

- Ogasawara Hidemasa  (小笠原 長時?; 1569 - 1615) Hidemasa fu figlio di Sadayoshi e servì Tokugawa Ieyasu. Nel 1590 ricevette il feudo di Koga (Shimōsa - 20.000 koku). Nel 1601 fu trasferito a Iida (Shinano - 30.000 koku) e nel 1613 recuperò il castello dei suoi antenati a Fukashi (80.000 koku). Partecipò all'assedio di Osaka dove morì assieme al suo erede Tadanaga.

- Ogasawara Tadazane  (小笠原 忠真?; 1596 - 1667) secondo figlio di Hidemasa, divenne capo del clan dopo la morte del padre e del fratello maggiore.